# Etnias minoritarias en Guipúzcoa
Las etnias minoritarias en Guipúzcoa  fueron objeto de discriminación y persecución,  especialmente entre los siglos XV y mediados del siglo XIX.
Este fenómeno, aunque localmente significativo, no fue exclusivo de la región, sino que compartió características comunes con lo que ocurría en otras partes de Europa, donde en algunos casos la discriminación y la persecución fueron aún más intensas. 
El concepto de " limpieza de sangre" fue una herramienta legal empleada en los Reinos de España y Portugal que legitimó durante siglos  que  judíos, moros, negros, mulatos, agotes y gitanos fueran perseguidos y expulsados del territorio. Esta legislación ayudó a reforzar la idea de pureza racial y sirvió como justificación para la exclusión social y cultural de estos grupos. 
   

En Guipúzcoa, como en otras regiones, las pruebas de limpieza de sangre y las prácticas asociadas a la misma tuvieron múltiples manifestaciones. Es relevante señalar que, en algunos países europeos, estos procesos de discriminación perduraron hasta bien entrado el siglo XX.   

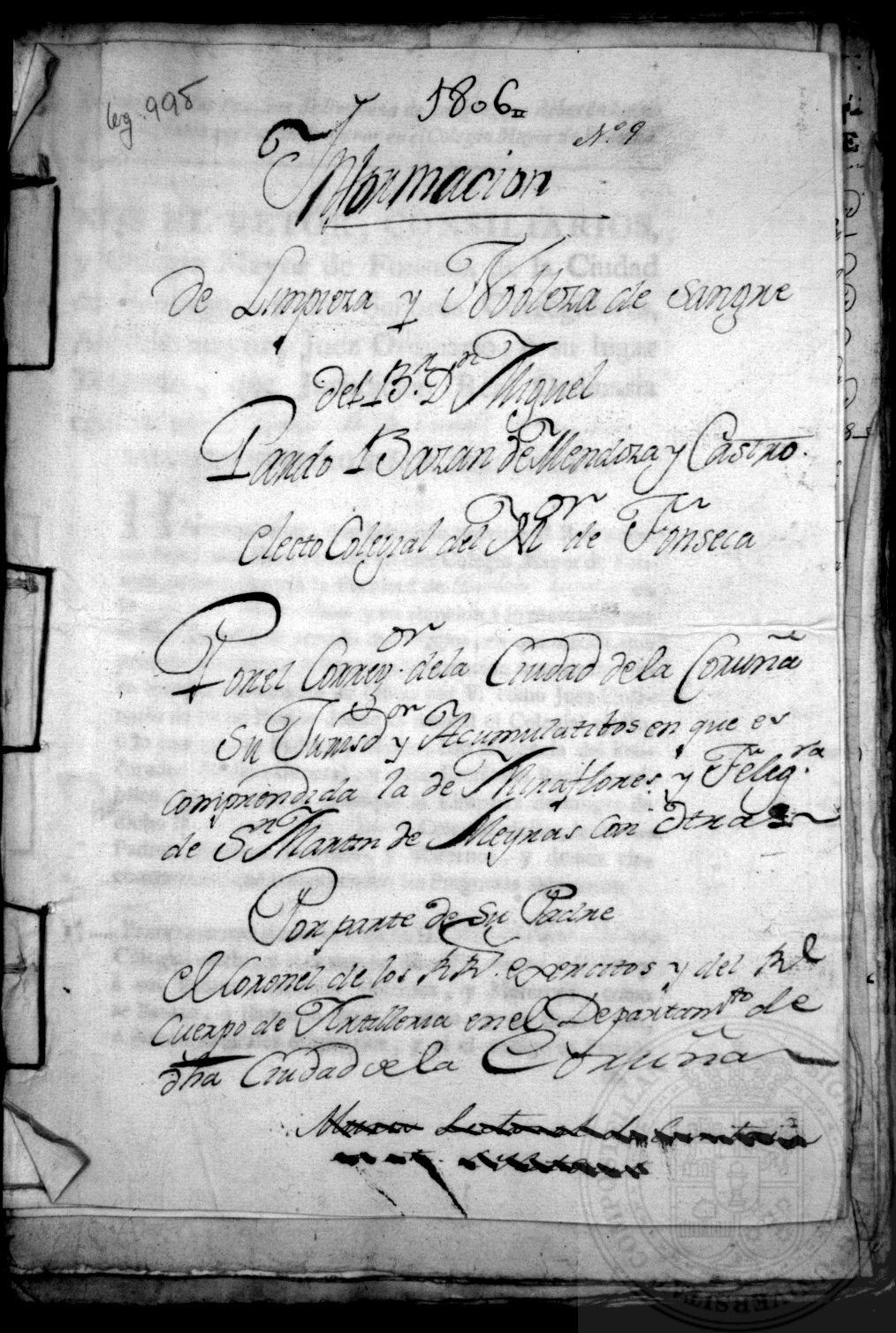
Pruebas de Limpieza de Sangre

## Descripción histórica
Guipúzcoa defendía  la condición social de todos sus habitantes como hijosdalgo,  concedida por la ley 38 de las Ordenanzas de la Hermandad de 1397.
La limpieza de sangre fue una cualidad atribuida en el Reino de España y de Portugal  durante los siglos XV-XIX, a los "cristianos viejos", es decir, a aquellas personas que podían demostrar que todos sus antepasados o una parte importante de ellos no procedían de "judíos, moros y penitentes".
Los juicios de limpieza se convirtieron en auténticos mecanismos de selección social, a través de los cuales un importante sector de la población, los judeocristianos (marranos, confesos, maculados, etc.) y, más tarde, los moriscos, agotes, gitanos etc. fueron eliminados de toda participación en la administración y en la vida de las diversas comunidades, tanto religiosas como seculares, de la Monarquía.
La hidalguía reforzó que en 1510 se aplicara en Guipúzcoa una Real Cédula dictada por la reina Juana I de Castilla. La misma declaraba que ninguna persona que descendiese de linaje de judío o de moro, "o que fuese cristiano nuevamente convertido de estas sectas a la religión católica, pudiese avecindarse, ni vivir, ni morar" en esta provincia.
Esa normativa concedía a los 'diferentes' un plazo de tres meses para abandonar el territorio, bajo amenaza de embargo y de cárcel, a la vez que especificaba castigos contra todo el que intente ampararlos o defenderlos. 
Además, es significativo un texto aprobado por las Juntas Generales de Guipúzcoa en Deva en 1644: " para que todos los moros y moras, negros y negras, mulatos y mulatas que hubiese residentes en esta provincia fuesen echados de ella y que la ejecución de lo susodicho conviene mucho porque no se mezcle ni corrompa la limpieza y nobleza de la sangre de los de esta provincia con la de otras gentes de los géneros referidos".
"Se ordena y manda que ninguna persona de cualquiera calidad y condición que sea de aquí adelante no pueda traer ni tener en esta provincia ningún moro, mora, negro, negra, mulato ni mulata, y en caso de contravención las justicias ordinarias de esta dicha provincia prendan y pongan en la cárcel a cuantos hallaren de los géneros referidos y no los suelten si no es para ser echados de la dicha provincia" ;

### Judíos
Las «Ordenanzas de la Hermandad de Guipúzcoa» del año 1457 prohibían el paso de judíos por la provincia y debían llevar señales identificativas.  En 1485 se citaba a las poblaciones de Mondragón, Segura y Tolosa como asientos de población judía. El antisemitismo pasó a convertirse en un mal endémico en la sociedad.
Sobre ellos se aplicó la orden real, en sintonía con el poder provincial, que exigía su expulsión del territorio en 1492, dándoles un plazo máximo de cuatro meses.

### Gascones
La llegada de los gascones a Guipúzcoa se remonta al siglo XII, cuando un contingente de personas, en su mayoría mercaderes, procedentes de las zonas próximas a Bayona y Biarritz, se establecieron entre Fuenterrabía y San Sebastián. Esta migración se vio favorecida por la unión de Gascuña con los Reyes de Castilla, tras el matrimonio de Alfonso VIII con Leonor de Inglaterra en 1204. Este vínculo político facilitó la introducción de la lengua gascona en la región.
Aunque la lengua y la comunidad  gascona como tal  desapareció en Guipúzcoa a principios del siglo XX, su influencia perdura en la toponimia (Urgull, Ulia, Ayete y Morlans entre otros), los apellidos y algunas costumbres locales.

### Esclavos
Aunque los esclavos que llegaron a Guipúzcoa estuvieron relacionados principalmente con personas que regresaron a sus casas solariegas tras campañas en Cuba, Venezuela, Puerto Rico, Santo Domingo y otras posesiones en ultramar, su presencia en la región fue limitada, concentrándose especialmente en el siglo XVIII.

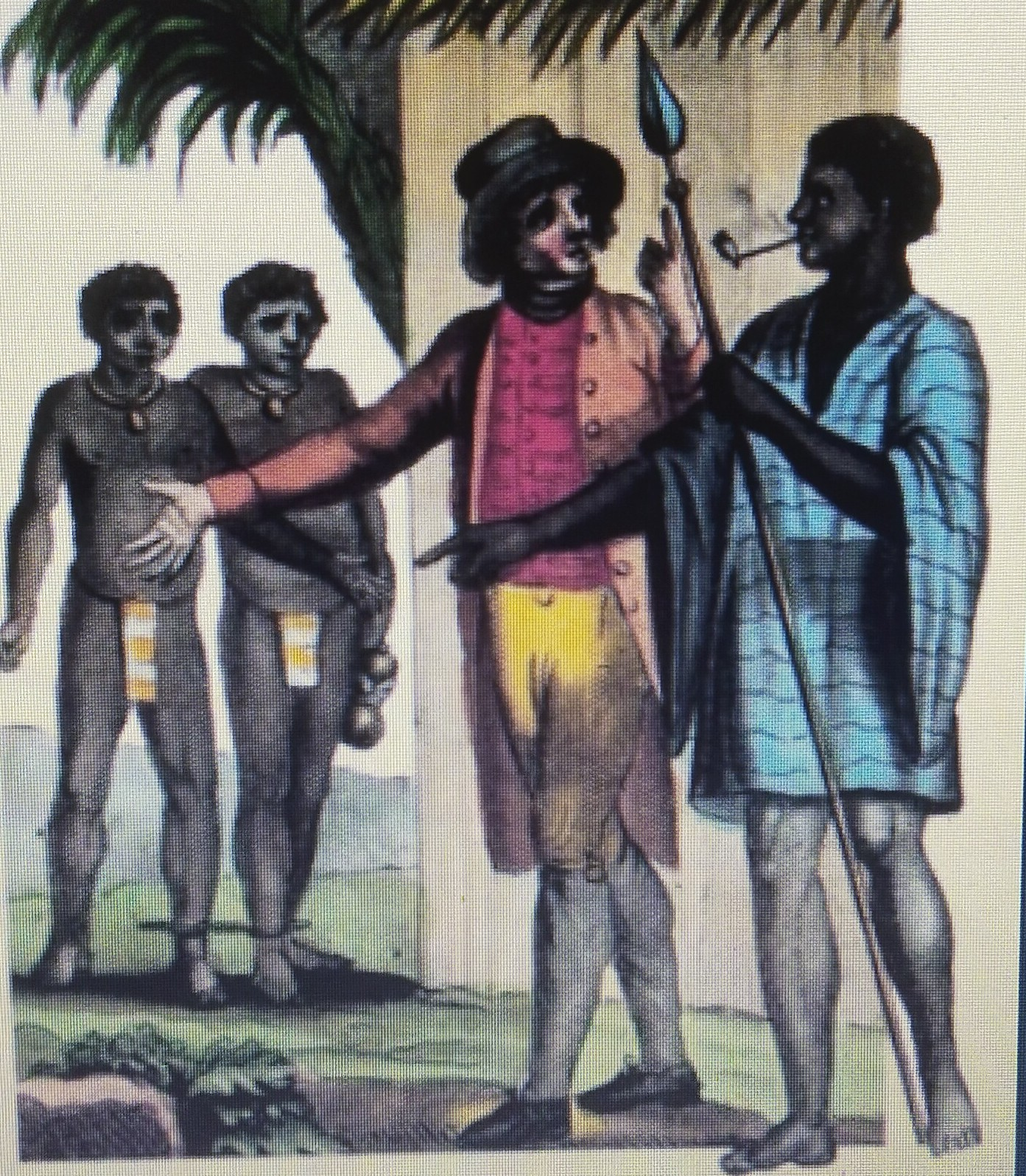
Compra de esclavos en el

El espacio africano de abastecimiento de esclavos estaba controlado por Inglaterra y Francia. Para hacer llegar esclavos a las plantaciones de cacao, tabaco o azúcar se vieron obligados a pactar con negreros ingleses y franceses. Ellos transportarían los esclavos desde África a Puerto Rico y desde allí serían llevados en otros barcos al punto de destino. El transporte desde Puerto Rico a Caracas se hizo ocasionalmente en balandras con participación guipuzcoana.
Los esclavos solían ser marcados a fuego con distintas señales para reconocer su condición jurídica y evitar fugas.
A partir del siglo XVII, la Junta Provincial de Guipúzcoa intentó expulsar a los esclavos que existían e iban llegando  en muchos municipios de la provincia pero la oposición de los amos dificultó esta medida. Entre las personas de color  había esclavos, pero también hijos de los 'amos', a los que estos últimos intentaban casar con hidalgas locales para que no pudieran ser expulsados del territorio por su color. Esto explicaba la existencia de matrimonios mixtos que a pesar de no ser muy bien vistos en algunos lugares sí existieron durante mucho tiempo.

### Agotes
Los agotes eran  un grupo etnológico de origen incierto,  establecidos principalmente en la zona de Pasajes, valle del Baztán y al otro lado de los Pirineos.
Tanto el origen de su nombre como su procedencia siguen siendo un misterio. Tenían prohibidos muchos oficios y básicamente eran artesanos que trabajaban la piedra y la madera, y más tarde también el hierro.
Otra actividad de los agotes que fue asimilada por la sociedad fue el de tamborileros y txistularis, siendo contratados para las fiestas de los pueblos.

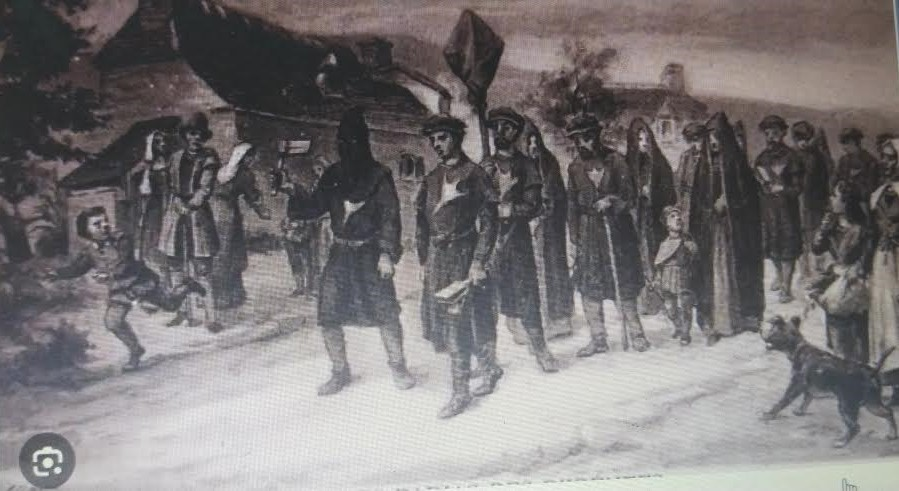
Procesión de agotes con el distintivo de pata de gallo

Desde su aparición en el siglo X, los agotes fueron acusados de mantener prácticas religiosas paganas y, en algunos casos, se les atribuían poderes mágicos. Además, se les culpabilizaba de desastres naturales y malas cosechas, lo que alimentó aún más su estigmatización.
Durante casi ocho siglos fueron víctimas de discriminación.  Se les prohibió casarse con personas de otros grupos y vivían segregados en barrios específicos dentro de los municipios, con un lugar secundario para ellos en las iglesias.
En 1698 las Juntas Generales ordenaron la expulsión de los agotes por considerarlos indeseables. Esta expulsión se llevó a cabo mayoritariamente en las zonas costeras y en el Goierri.

### Gitanos
El pueblo gitano llegó a Guipúzcoa hacia el siglo XV procedente del subcontinente indio.
La primera mención oficial en Guipúzcoa sobre este pueblo tiene lugar en las Juntas Generales celebradas en Tolosa en mayo de 1604, y no fue nada positiva para los gitanos. En el escrito se denunciaban los robos que cometían, y se acordó que las justicias ordinarias los prendiesen y expulsasen de su respectiva jurisdicción hasta hacerlos sacar de todo el territorio guipuzcoano.
Se les prohibió algunos  oficios tradicionales, pero  les permitieron la fabricación de cestos,  trato de ganado, el esquileo o la venta ambulante.
En el siglo XVII se ordenó su expulsión de la provincia a los gitanos sin domiciliación fija, ofreciendo un premio de doscientos reales a cualquiera que cogiese a un gitano varón, y cincuenta por cada mujer o moza; declarando que si oponían resistencia a su arresto, se las podía matar lícitamente, y que la provincia saldría a la defensa del matador.
Hay otras disposiciones muy duras, como la de 1695, y que lleva a una extrema persecución con prohibición del uso de la lengua, traje, porte de armas, y la orden de empadronamiento obligatorio bajo pena de galeras, azote y destierro.
Los corregidores, como el de Guipúzcoa, respondieron que aunque «por sus fueros» no pueden residir gitanos ni gitanas en «su territorio», se lo iban a comunicar a los alcaldes por si alguna persona gitana entra en «su jurisdicción
El 30 de julio de 1749 por orden de Fernando VI se produjo la denominada gran redada en todo el territorio español que  consistía en recluir separadamente a los hombres y a las mujeres gitanos para que no pudieran reproducirse y conseguir así su extinción. Perduró hasta 1765.
A modo de ejemplo, está documentado la detención de siete varones, dos de ellos niños y siete mujeres, dos de ellas niñas en Oyarzun.
El alcalde de la localidad vendió todos sus bienes para sufragar su traslado a la cárcel de Tolosa.  
El Parlamento guipuzcoano fue promulgando varias disposiciones hasta casi finales del siglo XIX. Así, en las Juntas celebradas en Motrico en 1851 se encargó a la Diputación el cuidado de hacer desaparecer del territorio de la provincia a todas las personas de esta raza, que no tuviesen un modo de vivir honroso para subvenir a sus precisas necesidades.
En el pleno itinerante de Hernani en 1855 se decretó su expulsión por medio de miqueletes siempre que no justificasen tener casa abierta y domicilio fijo en algún pueblo de la provincia. Con semejante disposición quedó tolerada tácitamente la residencia de estas gentes en el país, mientras cumpliesen los requisitos exigidos para ello.
Todavía a mediados del siglo XX en los certificados de nacimiento emitidos por los secretarios de algunos ayuntamientos del territorio no aparecía que el bebé había venido al mundo en un municipio en concreto, sino en punto kilométrico de la N-1 o de una carretera secundaria, ya que eran itinerantes y se desplazaban en carros tirados por famélicos caballos o mulas. 
El último episodio de expulsión de los gitanos de una población sucedió en el municipio de Hernani en 1980.
Todavía pervive de una forma testimonial el idioma denominado erromintxela, que conjuga el léxico romaní con el euskera.

### Moriscos
Los moriscos eran musulmanes obligados a convertirse al cristianismo a principios del siglo XVI.

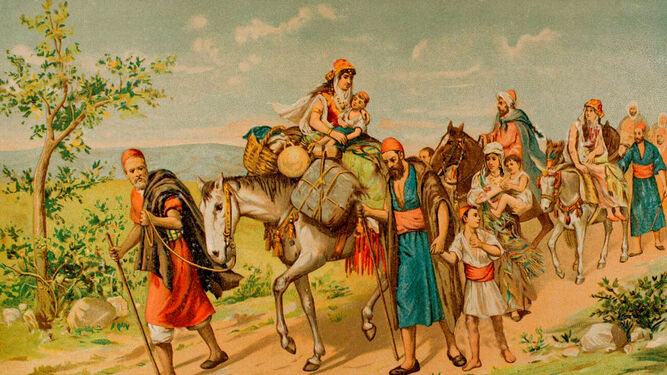
Expulsión de los moriscos

Su presencia en Guipúzcoa  fue más bien escasa. No obstante,  al igual que en otros lugares del reino de España, también se difundió un claro sentimiento anti morisco.
Hubo   muchas disposiciones de las Juntas Generales contra este pueblo y una persecución en mayor o menor grado.  El 9 de abril de 1609, el rey Felipe III firmó el decreto de expulsión de la nación morisca en todo el reino.

## Epílogo
Estas comunidades, aunque numéricamente pequeñas, han dejado huellas profundas, y a menudo invisibilizadas en la identidad cultural, social y lingüística del territorio. 
Durante siglos, su existencia osciló entre la integración y el rechazo, entre la participación activa en la vida cotidiana y la marginación institucionalizada. Fueron parte del paisaje humano y, sin embargo, tratados como ajenos. 
Hay que mencionar que algunos alcaldes y ciudadanos fueron permisivos al no ver ningún peligro o inconveniente en la convivencia como lo muestran los reiterados mandatos de las Juntas Generales a los alcaldes para que actuaran con mayor celo.